# Rivolta dei Sette Regni
La ribellione dei sette Stati o Rivolta dei Sette Regni ha avuto luogo in Cina nel 154 a.C. contro la Dinastia Han, nel tentativo di resistere all'azione dell'imperatore Jingdi, che mirava a centralizzare ulteriormente il suo governo.

## Spiegamenti
I principi partecipanti furono Liu Pi (principe di Wu), Liu Wu (principe di Chu), Liu Ang (principe di Jiaoxi), Liu Xiongqu (principe di Jiaodong), Liu Xian (principe di Zichuan), Liu Piguang  (principe di Jinan) e Liu Sui (principe di Zhao). Gli eserciti in campo dei ribelli erano composti da 200 000 soldati del principe di Wu e da altri 300 000 uomini appartenenti agli altri Stati.
Jing, imperatore di Han, si avvaleva dell'aiuto dei generali Zhou Yafu e Ying Dou al comando di circa 360 000 soldati.

## La guerra
La Dinastia Han, attraverso la strategia adottata dall'imperatore Jindi e diverse alterne vicende, riuscì a impedire la creazione di una confederazione di stati, pur mantenendo il sistema del “principato”. I poteri dei principi furono gradualmente ridotti e le stesse dimensioni dei principati diminuite.

## Conclusione
Sotto l'imperatore Jingdi e l'imperatore Wudi, grazie alla longevità della dinastia Han, la mentalità cinese accettò il fatto di avere un impero unificato, piuttosto che un impero diviso in singoli stati.